# Labelle
Labelle é um girl group estadunidense de grande popularidade durante as décadas de 1960 e 1970. Foi fundado por Patricia Holt, Sundray Tucker (substituída por Cindy Birdsong), Nona Hendryx e Sarah Dash - ex-membros de dois grupos rivais da região da Filadélfia; assumindo o nome The Blue Belles e posteriormente Bluebelles. Iniciaram na Newtown Records, tendo passado também por várias outras grandes gravadoras.
Sob o nome Patti LaBelle and the Bluebelles, o grupo tornou-se um dos principais expoentes do estilo doo-wop, como evidente nos sucessos Down the Aisle (The Wedding Song), You'll Never Walk Alone e Over the Rainbow. Mas, em 1967, após a saída de Birdsong para o The Supremes, o prudutor Vicki Wickham promoveu uma reformulação no estilo das Bluebelles, que passaram a ser chamar Labelle. Neste período, emplacaram muitos sucessos nos estilos funk rock, rock n' roll e glam rock. 
O grupo foi dissolvido em 1976, porém rendeu uma carreira frutífera para duas de suas antigas componentes: Nona Hendryx e Patti LaBelle; ambas muito reverenciadas na música norte-americana. Em 2008, após mais de três décadas, o grupo realizou um novo álbum -  Back to Now - e uma grande campanha publicitária marcando oficialmente seu retorno gradual à indústria fonográfica. 

## Discografia
- You'll Never Walk Alone/Decatur Steet 7" single (1962)
- Tear After Tear/Go On (This is Goodbye) 7" single (1962)
- Danny Boy/I Believe 7" single (1962)
- Decatur Street/Academy Award 7" single (1963)
- Sweethearts of the Apollo (1963)
- Sleigh Bells, Jingle Bells and Blue Belles (1963)
- On Stage (1964)
- Over the Rainbow (1966)
- Dreamer (1967)
- Labelle (1971)
- Gonna Take a Miracle (1971)
- Moon Shadow (1972)
- Pressure Cookin' (1973)
- Nightbirds (1974)
- Phoenix (1975)
- Chameleon (1976)
- Back to Now (2008)